# Max Neunzert
Max Neunzert (* 29. August 1892 in Winhöring; † 1982 in Bad Reichenhall) war ein deutscher politischer Aktivist. Er wurde bekannt durch seine Verwicklung in verschiedene Fememorde in den 1920er-Jahren sowie aufgrund seiner Rolle beim Hitlerputsch von 1923.

## Leben und Tätigkeit

### Frühes Leben und Erster Weltkrieg (1892–1918)
Neunzert war der Sohn eines Oberförsters. Seit 1902 stand der Vater als Oberförster im Dienst des Grafen Ernst von Moy in Salzburg. In seiner Jugend erstrebte Neunzer wie sein Vater eine Laufbahn als Gutsverwalter und Revierförster.
Neunzert besuchte die Realschule in Wasserburg, die er 1911 abschloss. Anschließend arbeitete er in der Landwirtschaft. 1912 meldete Neunzert sich als Einjährig Freiwilliger beim bayerischen Militär, aus dem er 1913 aus gesundheitlichen Gründen zur Ersatzreserve entlassen wurde.
Nach der Absolvierung der landwirtschaftlichen Akademie in Weihenstephan begann Neunzert 1914 ein Studium in der Landwirtschaftlichen Abteilung der Technischen Hochschule in München. Wenige Wochen nach dem Beginn des Ersten Weltkriegs meldete er sich im September 1914 als Kriegsfreiwilliger zur bayerischen Armee. Er nahm anschließend von 1914 bis 1918 am Krieg teil.
In der Anfangsphase des Krieges tat Neunzert Dienst in der Maschinengewehrkompanie des I. Jägerbataillons, das an verschiedenen Frontabschnitten eingesetzt wurde. Im Juni 1916 erlitt er vor Verdun Prellungen durch einen Granatschuss und wurde wenige Stunden später durch einen Granatangriff verschüttet. Aufgrund dieses Erlebnisses erlitt Neunzert einen Nervenschock und wurde vorübergehend aus dem Kriegsdienst entlassen. Nach seiner Reaktivierung war er vor allem bei Maschinengewehrabteilungen der Fliegerabwehr eingesetzt. Kurz vor Kriegsende wurde er zum Leutnant der Reserve befördert.

### Tätigkeit in der Münchener Einwohnerwehr und Verwicklung in Fememorde (1919 bis 1923)
Während der bürgerkriegsartigen Zustände des Jahres 1919 beteiligte Neunzert sich als Mitglied eines Freikorps an der Niederschlagung des im Frühjahr 1919 in Teilen von Bayern etablierten Rätesystems. So nahm er an der Zurückeroberung verschiedener oberbayerische Städte durch die konterrevolutionären Kräfte teil.
Im Sommer 1919 wurde Neunzert als Zeitfreiwilliger dem Schützenregiment 41 der Brigade Epp zugeteilt. Von März bis Juni 1920 war er dann beim Nachrichtendienst des Reichswehrgruppenkommandos in München beschäftigt.
Politisch organisierte Neunzert sich in der NSDAP, in die er im Mai 1920 zum ersten Mal eintrat. Adolf Hitler hatte er bereits 1919 kennengelernt.
Seit Sommer 1920 war Neunzert ohne feste Anstellung bei der Wirtschaftsstelle der Landesleitung der Münchener Einwohnerwehr tätig. Gleichzeitig stand er dem Reichswehrhauptmann Ernst Röhm zur Verfügung. Röhm unternahm es damals als führender Offizier im Münchener Wehrkreiskommando, die rechtsextremen Geheimverbände in München zu beaufsichtigten, mit Waffen und finanziellen Mitteln zu versorgen und ihre Tätigkeit aus dem Hintergrund weitgehend zu dirigieren. Von Mai bis August 1921 hatte Neunzert anlässlich der Entwaffnung der Einwohnerwehr eine dauerhafte und hauptamtliche Stellung bei dieser inne. Anschließend war er vom August 1921 bis zum Mai 1923 Vertragsangestellter des Wehrkreiskommandos.
Bei der Einwohnerwehr bestand Neunzerts Aufgabe vor allem darin, geheime Waffenlager der Rechtsextremen, die durch die Entente gefährdet waren, zu räumen, indem er die Waffen an sichere Orte verbrachte. Hierbei ging es vor allem darum, dass die Waffenbestände der „patriotischen“ Kräfte in Deutschland im Verborgenen einen weitaus größeren Umfang besaßen als es die Friedensverträge mit den Siegermächten des Ersten Weltkriegs erlaubten. Daher sollten diese Waffen vor den Inspektoren der Siegermächte, die in Deutschland die Einhaltung der Abrüstungsverpflichtungen kontrollierten, sorgfältig versteckt werden.
In diesem Zusammenhang bestand eine weitere wichtige Aufgabe von Neunzert und einigen anderen Mitgliedern der Einwohnerwehr darin, tatsächliche oder vermeintliche „Verräter“ in den eigenen Reihen oder Dritte, die von Waffenverstecken erfahren hatten und von denen befürchtet wurde, dass sie die alliierten Inspektoren oder die Behörden über diese illegalen Waffenbestände informieren würden, auszuschalten. Dies geschah zumeist durch die Liquidierung solcher Personen im Rahmen sogenannter Fememorde.
Neunzert stand im Verdacht, in den Jahren 1920 und 1921 an mindestens drei Fememorden an Personen, die die Rechtsextremen für Verräter hielten, beteiligt gewesen zu sein: Während des gescheiterten Fememordes an dem ehemaligen Soldaten Dobner lenkte Neunzert den Wagen, in dem Hermann Berchtold und Schuster diesen durch Strangulieren zu töten versuchten. Dobner entkam jedoch, indem er sich aus dem fahrenden Wagen stürzte und floh. Außerdem war Neunzert der Fahrer des Lastkraftwagens nach Ulm, der mit der Ermordung von Hans Hartung im August 1921 in Verbindung gebracht wurde. Die Polizei verdächtigte ihn zudem als Fahrer des Wagens, in dem 1920 das Dienstmädchen Maria Sandmayr ermordet worden war. Trotz eines zweifelhaften Alibis konnte ihm eine Tatbeteiligung am Sandmayrmord nicht nachgewiesen werden.
In seiner Tätigkeit für Röhm und die Einwohnerwehr unterhielt Neunzert enge Kontakte zur Münchner Polizeidirektion, insbesondere zum Polizeipräsidenten Ernst Pöhner und zum Leiter des Politischen Referates, Wilhelm Frick.
Ende 1920 legte Neunzert seine Diplomprüfung für Landwirte sowie die Prüfung für das landwirtschaftliche Lehramt ab.

### Tätigkeit im „Kampfbund“ und Verwicklung in den Hitler-Putsch (1923)
Von Mai bis November 1923 gehörte Neunzert der Oberleitung des „Kampfbundes“ an, einer von der NSDAP und mehreren nationalen Wehrverbänden (Reichskriegsflagge, Bund Oberland) gegründeten Organisation, in der die paramilitärischen Kräfte der in ihr zusammenarbeitenden Verbände zusammengeschlossen wurden, um durch eine Zusammenballung der kleineren Einzelorganisationen zu einer größeren Stärke zu gelangen, um die Aussicht zur Erreichung der gemeinsamen Ziele zu verbessern. Neunzert war im Stab des militärischen Führers des Kampfbundes Hermann Kriebel tätig und übernahm als Referent für Spionage und Landesverrat die Leitung der Nachrichtenabteilung des Kampfbundes.
Im November 1923 nahm Neunzert in exponierter Stellung am Hitler-Putsch in München teil: In der Nacht vom 8. zum 9. November 1923 besetzte der Kampfbund, der als militärischer Träger des Putsches fungierte, große Teile der Stadt, woran auch Neunzert beteiligt war. In der Nacht wurde er ins Polizeipräsidium geschickt um Wilhelm Frick seine Ernennung zum Münchener Polizeipräsidenten durch die Putschistenregierung mitzuteilen und diesen anzuweisen, das Präsidium unter seine Kontrolle zu bringen.
Als sich am frühen Morgen des 9. November 1923 abzeichnete, dass die Regierung des bayerischen Generalstaatskommissars Gustav von Kahr, der in der Nacht kurzzeitig signalisiert hatte, sich dem Putschunternehmen anschließen zu wollen, sich darauf vorbereitete, den Putsch niederzuschlagen, wurde Neunzert um 7.30 Uhr morgens von Hitler mit dem Auftrag nah Berchtesgaden geschickt, den früheren bayerischen Kronprinzen Rupprecht aufzusuchen und diesen in seinen, Hitlers, Namen darum zu bitten, die Vermittlung zwischen der Führung der Putschisten und der bayerischen Regierung zu übernehmen. Hitlers Auftrag lautete, dass Neunzert und der Kronprinz verhindern sollten, "dass Nationale auf Nationale" schießen. Das Unternehmen schlug fehl, da der Putsch, noch bevor Neunzert nach München zurückkehren konnte, aufgrund der Schießerei, die sich während des Marsches eines großen Teils der Putschteilnehmer zur Feldherrenhalle in den Mittagsstunden des 9. November am Odeonsplatz entsponn, von der Polizei niedergeschlagen wurde.
Neunzert erreichte den Kronprinzen Rupprecht etwa zur selben Stunde in Berchtesgaden als der Putsch in München zusammengeschossen wurde. Da er hiervon einstweilen nichts wusste, führte eine eineinhalbstündige freundliche Unterhaltung mit dem Aspiranten auf den vakanten bayerischen Thron. Als politisches Modell zur Regierung des Reiches schwebte Neunzert die Idee vor, einstweilen eine "Königsdiktatur" in Deutschland zu errichten, wie sie in den vorangegangenen Jahren in Italien, Spanien und Ungar etabliert worden war. Dabei sollte Hitler als Kanzlers eines Königsdiktators Rupprecht fungieren.
Auf der Rückfahrt nach München erfuhr Neunzert vom Fehlschlag des Putsches. Dennoch setzte er die Fahrt fort und erreichte den Hauptbahnhof am Abend gegen 21.30 Uhr.
Wenige Tage später floh Neunzert über die Grenze nach Österreich, wo er sich als politischer Flüchtling in den folgenden Monaten abwechselnd in Innsbruck, Salzburg und anderen Orten aufhielt.

### Aktivitäten von 1924 bis 1929
Ein gegen Neunzert im Zusammenhang mit seiner Verwicklung in den Hitler-Putsch eingeleitetes Ermittlungsverfahren wurde im Rahmen des Hitler-Prozesses von der Münchener Staatsanwaltschaft eingestellt. Begründet wurde dies damit, dass es nicht nachweisbar sei, dass Neunzert in den Putschplan eingeweiht gewesen sei und dass seine Tätigkeit zudem von so untergeordneter Bedeutung gewesen sei, dass nicht nachgewiesen werden könne, dass er sich der Lage bewusst gewesen, durch seine Tätigkeit des hochverräterische Unternehmen Hitlers zu unterstützen. In der Forschung wird angenommen, dass die Justiz durch diese großzügige Vom-Haken-Lassung Neunzert vor allem versuchte, eine Hineinziehung des ehemaligen bayerischen Kronprinzen, der von den meisten bayerischen Staatsdienern (darunter den Richtern und Staatsanwälten) weiterhin hoch verehrt wurde, in den Hitler-Prozess hineinzuziehen.
Im Juli 1924 wurde jedoch ein Haftbefehl gegen Neunzert erlassen, da man ihm vorwarf, den Wagen, in dem die Ermordung der Maria Sandmayr im Jahr 1920 durchgeführt worden war, gefahren zu haben.
Im März 1925 wurde ein Prozess gegen Neunzert und andere wegen der in der Nacht vom 3. zum 4. Mrz 1921 durchgeführten Ermordung des Hartung durchgeführt. Neunzert und seine Mitstreiter wurden freigesprochen.
Nach der Neugründung der NSDAP im Jahr 1925 nahm Neunzert sukzessive eine immer distanzierte Haltung zu der Partei ein: Der sich zu dieser Zeit entwickelnde Personenkult um Adolf Hitler stieß ihn ab, zudem erkannte er immer deutlicher, dass die politische Linie, die die Parteiführung nun verfolgte, mit seinen monarchistischen Überzeugungen unvereinbar war. Zudem missfiel ihm die Umwandlung der Partei von einer Bewegung zu einer politischen Partei klassischen Zuschnitts mit einem bürokratischen Apparat und struktureller Enge.
Trotz persönlicher Bedenken trat Neunzert Anfang April 1928 allerdings doch wieder in die NSDAP ein (Mitgliedsnummer 84.006). Hintergrund war eine Absprache mit dem bayerischen Ministerpräsidenten Heinrich Held, mit dessen Zustimmung Neunzert die NSDAP unterwandern wollte. Bei der bayerischen Landtagswahl des Jahres 1928 wurde er dann von der Partei als Kandidat für die südlichen Bezirke Oberbayerns nominiert. Mit 7.596 Stimmen verfehlte er den Einzug ins Parlament jedoch knapp.

### Tätigkeit als Militärberater in China (1929 bis 1930)
Nach dem Scheitern seines Versuches Abgeordneter im Landtag zu werden nahm Neunzert, der sich zudem finanziell in einer schwierigen Situation befand, 1928 ein Angebot seines alten Vorgesetzten Kriebels an, mit diesem als Militärberater der chinesischen Nationalregierung nach China zu gehen. Während Kriebel als Kommandeur einer Gardeeinheit der chinesischen Regierung fungierte, übernahm Neunzert den Posten von dessen Adjutanten.
Während seiner Zeit in China hielt Neunzer beständige Verbindung nach Deutschland. So korrespondierte er u. a. regelmäßig mit Heinrich Himmler, den er wahrscheinlich aus gemeinsamen Studienzeiten kannte und der inzwischen ein wichtiger Parteifunktionär der NSDAP geworden war. Während Himmler Neunzert bat, sich nach finanziellen Förderern für die SS umzusehen, ersuchte Neunzert diesen, ihm einen guten Listenplatz für die bayerische Landtagswahl des Jahres 1931 zu verschaffen.
Ein Bekannter aus Neunzerts chinesischer Zeit beschrieb ihn damals, trotz seiner skeptischen Haltung zur Parteiorganisation der NSDAP, noch als einen "schwärmerischen Anhänger Hitlers, den er für den Segensbringer der Welt hielt".

### Gegnerschaft zum Nationalsozialismus (1931 bis 1933)
Nach seiner Rückkehr nach Deutschland vollzog Neunzert schnell eine dramatische Abkehr sowohl von Hitler als auch von der NSDAP. Der Personenkult, der inzwischen um Hitler getrieben wurde, widerte ihn an, da er in diesem einen Verrat der Parteiideale, wie er sie verstand, erblickte. Zudem beklagte Neunzert die Entpersönlichung des Parteiapparates der NSDAP, der seiner Meinung nach inzwischen der seelenlosen Mechanizität des Sowjetstaates glich ("In Russland sagt man Kollektiv. Hier dasselbe nur andere Leute und andere Farben. Es gibt nur noch Nummern und alles duckt sich vor dem ,Führer'. Pfui Teuf."). Vor allem waren ihm aber die Verlogenheit und der moralische Verfall, der in der NSDAP um sich greifen würde, ein Dorn im Auge.
Im Frühjahr 1931 trat Neunzert offiziell aus der NSDAP aus. In der Austrittserklärung begründete er diesen Schritt damit, dass er "nachdem der moralische Sumpf und die Korruption in der Partei derart um sich gegriffen" hätten, er dieser "als anständiger Mensch nicht mehr weiter als Mitglied angehören" könne, so dass er seinen Austritt erkläre.
Spätestens im Herbst 1932 hatte Neunzert auch mit Hitler als Person endgültig gebrochen. Das Führerprinzip und die Erhöhung Hitlers zum Messias stießen ihn ab. In einem privaten Brief aus diesem Jahr ging er hart mit seinem ehemaligen Führer ins Gericht:
„Ich kann keinen Menschen als Führer anerkennen, dem die Qualitäten, die geistigen wie moralischen, fehlen, der einen ungesunden Byzantinismus hochgezüchtet hat, dem Ehrgeiz und krankhafte Eitelkeit über alles gehen und der im überspannten Führerkult zum Grössenwahnsinn gekommen ist."
Die Strasser-Krise vom Dezember 1932, bei der von ihm hochgeschätzte De-facto-Generalsekretär der NSDAP Gregor Strasser seine sämtlichen Parteiämter niedergelegte und enttäuscht über die Politik und die politische Strategie Hitlers mit diesem brach, wurde von Neunzert dementsprechend freudig begrüßt. Strassers Ausscheiden erschien ihm als eine Erscheinung, die angesichts der von ihm konstatierten moralischen Degeneration der NS-Bewegung seit der "guten" Zeit in den frühen 1920er Jahren, nur folgerichtig war. Denn:
„Wie kann man denn einen Mann [Straßer] in der Bewegung lassen, der sauber ist, in jeder Weise? Es ist immer so im Leben. Verbrecher können keinen anständigen Menschen unter sich dulden, weil sie sonst in ihrer verbrecherischen Tätigkeit behindert sind."
Hitler, Goebbels, Göring und Röhm kennzeichnete Neunzert im Gegensatz zu Strasser als "Verbrecher" ("Verbrecher sind sie alle!"). Im Januar 1933 schrieb er infolgedessen einen offenen Brief an den kurz vor seiner Ernennung zum Regierungschef stehenden Hitler. In diesem an persönlichen Angriffen reichen Dokumente kündigt Neunzert Hitler an, dass er, Neunzert, nun in unbedingter Gegnerschaft zu ihm stehe und ihn zukünftig mit allen Kräften bekämpfen werde.
Neunzert unterstellte Hitler charakterliche Defizite und sogar Homosexualität:
„Entweder Sie sind moralisch schon so verdorben, oder aber Sie sind, wie vielfach schon zu hören ist, selbst homosexuell. [...] Dass Sie ein Sadist sind, dürfte in den Parteikreisen ja schon lange bekannt sein. Dass Sie aber zu der widerlichsten Sorte dieser Art gehören, wissen leider nur die wenigsten. Als anständigen Menschen aber, der ich mich fühle, ist es unmöglich Ihre geschlechtliche Betätigungsart der breiten Öffentlichkeit bekannt zu geben. Es triebe mir die Schamröte ins Gesicht und ich würde mich für Sie schämen. Dass Sie sich im braunen Sumpf wohl fühlen, finde ich vollauf begreiflich. Das deutsche Volk mag sich gratulieren, wenn es Sie zum Führer bekommt. Auf seinem Rücken werden Sie Orgien feiern, dass ihm Hören und Sehen vergeht."
Neunzerts Vision bestand darin die in seinen Augen "guten" Elemente der politischen Rechten in einer neuen Bewegung zu sammeln, die frei von den Fehlern der Nationalsozialisten wäre.
Zur Jahreswende 1932/1933 versuchte er Kontakt zum amtierenden Reichskanzler Kurt von Schleicher zu bekommen, um diesen davon zu überzeugen, der von ihm geplanten Gegenorganisation zur NSDAP finanzielle Unterstützung zukommen zu lassen. Sein Modalziel sah er darin, Schleicher von der "Wahnidee" abzubringen, die NSDAP als eine nationale Organisation anzusehen.

### NS-Zeit bis zum Zweiten Weltkrieg
Bald nach dem Machtantritt der Nationalsozialisten in Deutschland siedelte Neunzert mit seiner zweiten Ehefrau nach Portugiesisch-Ostafrika über. Aufgrund einer Erkrankung seiner Ehefrau kehrten beide jedoch schon nach kurzer Zeit wieder nach Europa zurück, wo sie sich nun in Österreich niederließen.
1935 erwarb Neunzert ein Berggut am Ossiacher See in Kärnten. Von Österreich aus setzte er seinen Feldzug gegen den Nationalsozialismus fort.
In Deutschland galt er mittlerweile als persona non grata. Auf dem Reichsparteitag der NSDAP von 1937 äußerte sein ehemaliger Vorgesetzter Kriebel sogar, dass Neunzert nach einem deutschen Einmarsch in Österreich einer der ersten sei, die man "aufknüpfen" würde.
Die deutsche Annexion von Österreich verlief für Neunzert dann jedoch vergleichsweise glimpflich. Er wurde zwar verhaftet, aber nicht umgebracht. Vom April bis September 1938 war er im Wittelsbacher Palais in München unter dem Decknamen "Max Keck" interniert. Danach wurde er auf seinem Gut unter Hausarrest gestellt.
Ende 1938 wurde Neunzert als ehemaliger Offizier zum Kriegsdienst eingezogen und zur 10. Armee kommandiert. Aufgrund von Staatsgefährlichkeit wurde er jedoch bald wieder wegen Wehrunwürdigkeit entlassen.
Im Jahr 1940 floh Neunzert über Liechtenstein in die Schweiz. Er behauptete, dass seine Verhaftung kurz bevor gestanden habe und sogar bereits ein Befehl für seine Einweisung ins Konzentrationslager Dachau vorgelegen habe. Nachweisbar ist, dass sein Besitz in Österreich nach seiner Flucht requiriert wurde.

### Zweiter Weltkrieg
Während des Zweiten Weltkrieges trat Neunzert seit Herbst 1940 in der Schweiz in Verbindung mit Vertretern des britischen und amerikanischen Nachrichtendienstes. Diese schätzten ihn als wertvolle Informationsquelle über Deutschland und das Führungspersonal der NS-Bewegung.
Neunzerst politische Vorstellungen und die Pläne, die er ihnen antrug, wurden von den Vertretern der angelsächsischen Mächte hingegen mit Skepsis aufgenommen. Sein Biograph Seidel kam zu dem Urteil, dass seine Unternehmungen während der Kriegsjahre von einem gehörigen Ausmaß an Realitätsverlust zeugten: So stellte Neunzert sich seinen Kontakten als Exponent einer großen Anti-Hitler-Fronde in Deutschland mit mehreren 100.000 Mitgliedern vor, die sich, wenn man eine Einigung erzielte, in Absprache mit den Alliierten gegen das herrschende Regime mobilisieren ließen. Außerdem entwarf er die Idee eine Gegenregierung zur Berliner NS-Regierung zu bilden, die unter den Auspizien eines Monarchen aus dem Haus Wittelsbach stehen sollte. Nach einer Befreiung des Reiches wollte er den Wittelsbachern sogar die deutsche Kaiserkrone aufs Haupt setzen.
In diesen Kontext gehören auch Briefe, wie ein Brief an den US-Präsidenten Franklin Roosevelt, in dem er diesen zum Kriegseintritt ermahnte und einen Brief an die finnische Regierung, in der er diese vor einem Schulterschluss mit dem NS-Staat warnte. Auf Angebote Neunzerts in die USA oder nach London zu reisen, um von ihm entworfene Pläne zur Herbeiführung eines Sturzes der NS-Staates zu erörtern, wurde im Einklang hiermit nicht reagiert. Gleichzeitig von Neunzert unternommene Bemühungen eine Restitution der Wittelsbacher-Monarchie auf den Weg zu bringen war ebenfalls kein Erfolg bescheiden. Briefe von ihm an den bayerischen Kronprinzen Rupprecht und dessen Sohn, die der Vorbereitung entsprechender Maßnahmen dienen sollten, kamen zurück oder blieben unbeantwortet.
Die politische Vision, die Neunzert in London und Washington durchsetzen wollte, bestand darin, Bayern und Österreich zu einem großen süddeutschen Teilstaat zu verschmelzen, um so in der Zukunft einen neuen deutschen Staat (entweder als unabhängigen Staat oder als Teilstaat eines größeren deutschen Föderalstaates) zu schaffen, der groß und stark genug wäre um als Gegengewicht zu Preußen fungieren zu können, das in der Vergangenheit innerhalb des Deutschen Reiches aufgrund seiner Größe, Einwohnerzahl und Wirtschaftskraft übermächtig gewesen sei. Auf diese Weise würde, so argumentierte Neunzert, der Frieden in Europa dauerhaft gesichert.
Im April 1942 wurde Neunzert von den Schweizer Behörden, denen seine Umtriebigkeit Sorge bereitete, schließlich verhaftet. Er wurde zunächst für drei Monate in Zürich interniert, um dann sechs Monate in dem Internierungslager Les Vernes/Bellechassee zu verbringen. Danach wurde ihm ein abgelegenes Bergdorf als Zwangsaufenthaltsort zugewiesen.
In der Nachkriegszeit fiel Neunzert weiterhin als Sonderling auf, der in gewaltiger Selbstüberschätzung führenden westalliierten Persönlichkeiten Briefe schrieb wie ein gleichrangiger Politiker: So schrieb er im Dezember 1945 einen Brief an den britischen Außenminister Ernest Bevin, in dem er diesem Vorschläge zu einer staatlichen Reorganisation des bayerischen Raumes unterbreitete, die auf die Gründung eines unabhängigen Staates Bayern mit einer Restauration der Monarchie hinausliefen. In späteren Jahren erhielten der Hohe Kommissar McCloy sowie Dwight Eisenhower ähnliche Briefe von Neunzert.

### Rolle während der Berlinkrise von 1948
Während der Berlin-Krise von 1948, als die Rote Armee Westberlin auf dem Landweg von der Außenwelt abschnitt, indem sie die Stadt einer militärischen Blockade unterwarf, schien einige Wochen lang die Möglichkeit eines neuen Krieges – diesmal zwischen der Sowjetunion und den Westmächten USA; Großbritannien und Frankreich – im Raum zu stehen. Da die bayerische Landesregierung unter Hans Ehard in diesem Falle einen Einmarsch sowjetischer Truppen in Bayern fürchtete, entwarf sie den Plan, nach einem sowjetischen Einfall in Bayern eine bayerische Exilregierung in Spanien zu etablieren, die von dort aus für die Wiedererlangung der Freiheit ihrer Heimat arbeiten sollte. Um für dieses Szenario Vorkehrungen zu treffen, wurde entschieden, einen Emissär nach Spanien zu entsenden, der entsprechende Verhandlungen über die Aufnahme einer geflüchteten bayerischen Regierung mit der spanischen Regierung führen sollte. Die Wahl der Person des Emissärs fiel schließlich auf Neunzert.
Im August 1948 reise Neunzert durch Österreich nach Bern, wo er mit dem dortigen Vertreter der spanischen Regierung, Luis Chalderon, Kontakt aufnahm und diesem das Ansinnen der bayerischen Regierung unterbreitete: 70 bis 100 Angehörige des bayerischen Regierungsapparates sollten im Falle eines sowjetischen Vorstosses nach Westen von München nach Madrid evakuiert werden, um dort eine bayerische Exilregierung einzurichten. Zudem sollte die Gemäldesammlung der Pinakothek als Staatsschatz nach Spanien verbracht werden. Ende September 1948 wurde von Madrid aus das Einverständnis der spanischen Regierung mit dem Plan der Bayern nach Bern übermittelt. Der weitere Gang der Ereignisse durch das allmähliche Abflauen der Berlin-Krise und das damit verbundene In-die-Ferne-Rücken der Möglichkeit einer gewaltsamen Eskalation der Konflikte zwischen den Großmächten in Zentraleuropa machte die Verhandlungen zum Jahresende 1948 schließlich gegenstandslos.

### Letzte Jahre
Ein Antrag auf Entschädigung von Neunzert wurde vom zuständigen Entschädigungsamt im September 1955 schließlich abgelehnt. Dies wurde mit seiner Zugehörigkeit zur NSDAP seit 1928 begründet, durch die er dem Nationalsozialismus, durch Stärkung seiner Mitgliederzahl, Vorschub geleistet habe. Eine Klage gegen den Ablehnungsbescheid brachte ihm immerhin einen moralischen Sieg, indem das Gericht ihn als Widerstandskämpfer anerkannte.
1954 siedelte Neunzert in die Vereinigten Staaten über, wo er sich als Rinderfarmer in Montana, in einem Sägewerk, als Nachtportier und als Designer von Tapetenentwürfen in New York betätigte. Von den USA aus betrieb er seine Bemühungen um Anerkennung als Widerstandskämpfer und um materielle Entschädigung fort, zu welchem Zweck er regelmäßig in die Schweiz und nach Österreich reiste.
1970 und 1978 kandidierte Neunzert noch zweimal erfolglos für einen Sitz im Bayerischen Landtag.

## Familie
Im August 1921 heiratete Neunzert eine Tochter des Gutsbesitzers Leo Czermak auf dessen Schlossgut Ising bei Traunstein. Der Schwiegervater war Bezirksführer des Bundes Bayern und Reich. Aus der Ehe gingen zwei Söhne hervor. Neunzerts Schwager war der Pilot Johann Czermak.